# Sint-Gabriëlkerk (Marolle)

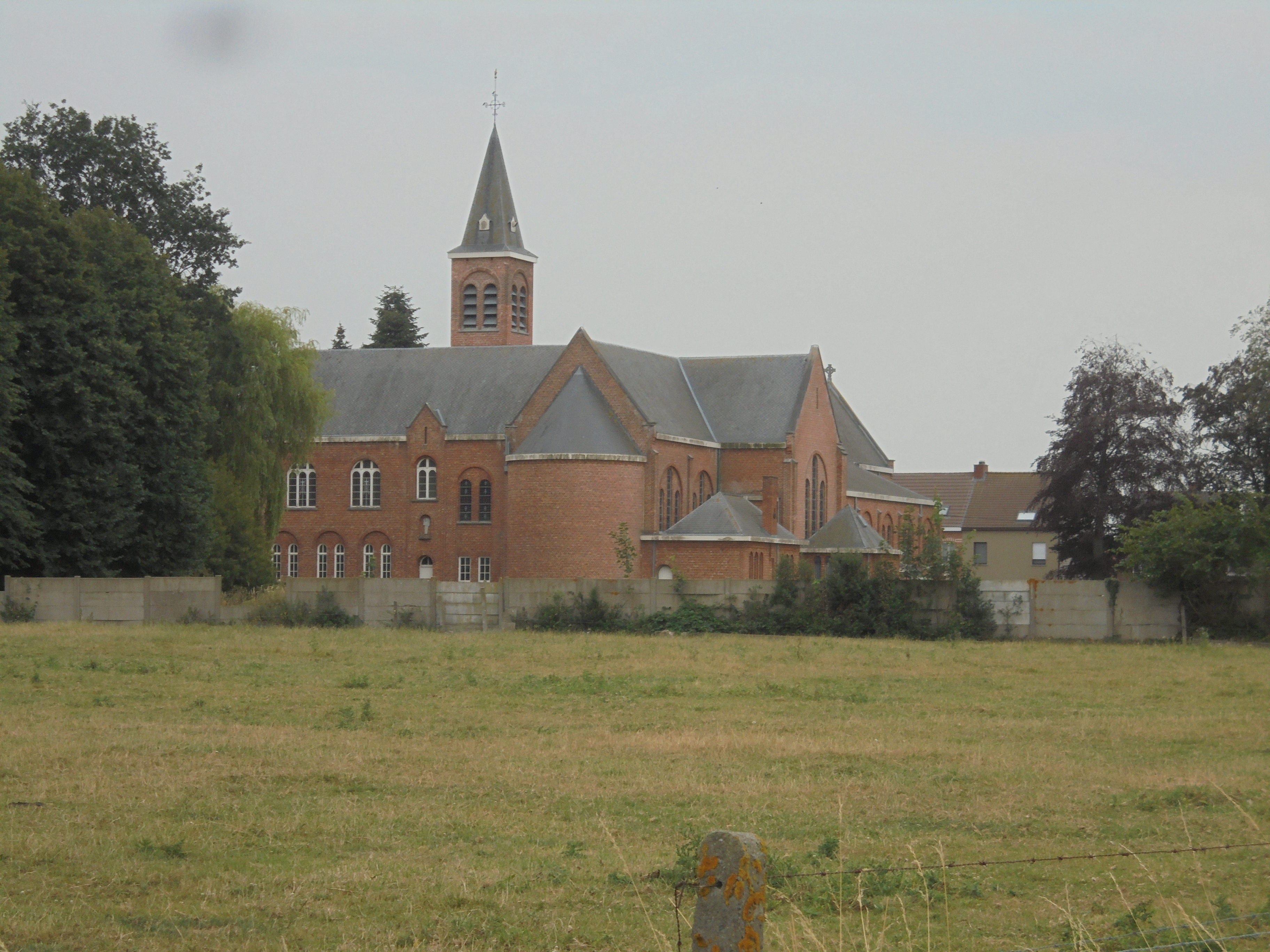
Passonistenklooster

De Sint-Gabriëlkerk is de parochiekerk en voormalige kloosterkerk in de tot de Oost-Vlaamse gemeente Kruisem behorende plaats Marolle, gelegen aan Passionistenstraat 13.

## Geschiedenis
In 1925 kwamen de paters passionisten naar deze plaats, gelegen op een kruispunt van wegen. Er werd een klooster met kerk gebouwd. De kerk werd in 1926 ingewijd, het klooster werd in 1927 in gebruik genomen, aanvankelijk als noviciaat. In 1954 werd nog een Mariagrot gebouwd. In 1968 werd het een retraitecentrum, aangezien er zich geen novicen meer aanmeldden. Het centrum had succes en daarbuiten waren de paters ook actief in het verenigingsleven en het geloofsleven van Marolle.
In 1992 vertrokken de paters. Het klooster werd gekocht door de Broeders van Liefde, die er, onder de naam De Kruiskouter, een tehuis voor een 60-tal psychiatrische patiënten inrichtten. In 2013 verlieten ook zij het klooster.
In 2016 werd het klooster gesloopt. De kerk en de vleugel die kerk en klooster met elkaar verbonden, bleven behouden. Op de plaats van het klooster werd een woonzorgcentrum geprojecteerd onder de naam De Waegebrughe.

## Gebouw
Het betreft een bakstenen pseudobasiliek met een brede middenbeuk, twee zijbeuken en een niet-uitspringend transept. Een klokkentorentje bevindt zich tegen de zuidoostelijke transeptarm aan.
Het interieur is uitgevoerd in gele bakstenen en is in art decostijl.

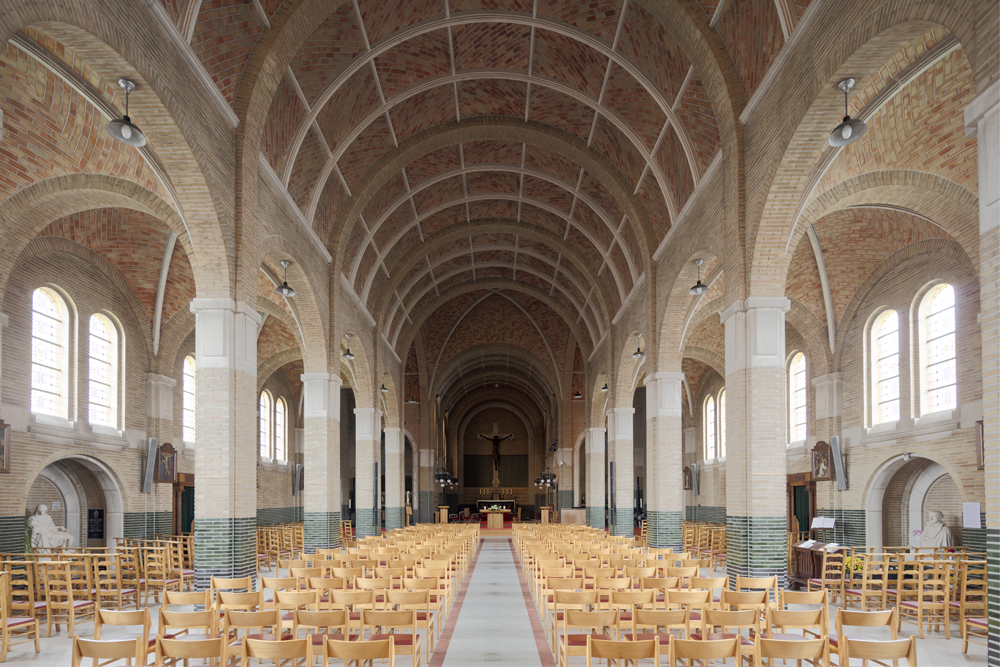
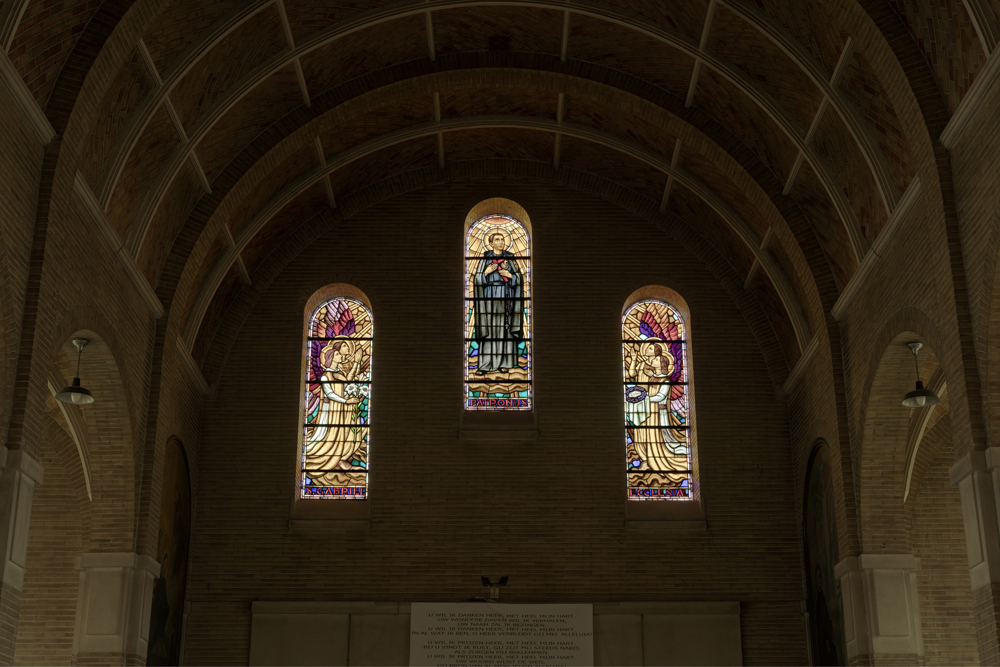
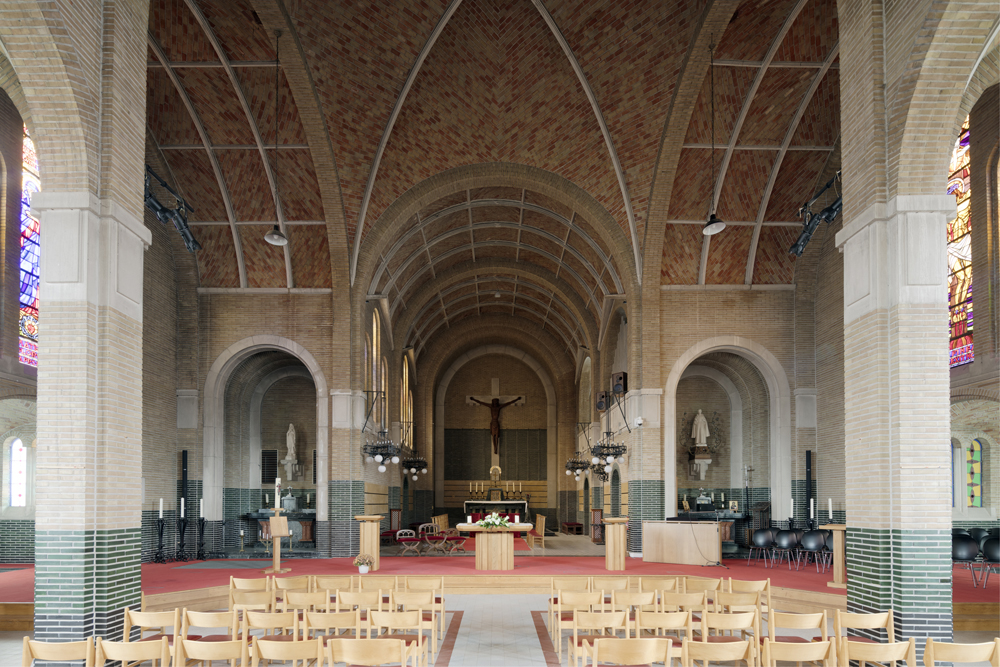